# Sjeberghan
Sjeberghan (Perzisch: شبرغان) is de hoofdstad van de provincie Jowzjan, in het noorden van Afghanistan. De bevolking werd in 2006 geschat op 66.200 inwoners. Bij de laatste volkstelling van 1979 telde de stad nog 18.995 inwoners.